# Ananthasubramanianum tomentosus
Ananthasubramanianum tomentosus är en insektsart som beskrevs av Ananthasubramanian 1980. Ananthasubramanianum tomentosus ingår i släktet Ananthasubramanianum och familjen hornstritar. Inga underarter finns listade i Catalogue of Life.